# إيمي يامازاكي
إيمي يامازاكي (بالإنجليزية: Amy Yamazaki)‏ هي ممثلة بريطانية، ولدت في القرن العشرين.

## وصلات خارجية
- إيمي يامازاكي على موقع IMDb (الإنجليزية)
- إيمي يامازاكي على موقع قاعدة بيانات الفيلم (الإنجليزية)